# Ла-Салл (Міннесота)
Ла-Салл (англ. La Salle) — місто (англ. city) в США, в окрузі Ватонван штату Міннесота. Населення — 79 осіб (2020).

## Географія
Ла-Салл розташована за координатами 44°4′16″ пн. ш. 94°34′16″ зх. д. / 44.07111° пн. ш. 94.57111° зх. д. (44.071026, -94.571021).  За даними Бюро перепису населення США в 2010 році місто мало площу 0,24 км², уся площа — суходіл.

## Демографія
Згідно з переписом 2010 року, у місті мешкало 87 осіб у 42 домогосподарствах у складі 18 родин. Густота населення становила 370 осіб/км².  Було 45 помешкань (191/км²).
Расовий склад населення:
| - 93,1 % — білих - 1,1 % — корінних американців - 1,1 % — чорних або афроамериканців - 1,1 % — осіб інших рас |

До двох чи більше рас належало 3,4 %. Частка іспаномовних становила 4,6 % від усіх жителів.
За віковим діапазоном населення розподілялося таким чином: 19,5 % — особи молодші 18 років, 61,0 % — особи у віці 18—64 років, 19,5 % — особи у віці 65 років та старші. Медіана віку мешканця становила 41,5 року. На 100 осіб жіночої статі у місті припадало 141,7 чоловіків;  на 100 жінок у віці від 18 років та старших — 150,0 чоловіків також старших 18 років.
Середній дохід на одне домашнє господарство  становив 54 096 доларів США (медіана — 43 438), а середній дохід на одну сім'ю — 58 340 доларів (медіана — 44 375). За межею бідності перебувало 6,4 % осіб, у тому числі 0,0 % дітей у віці до 18 років та 0,0 % осіб у віці 65 років та старших.
Цивільне працевлаштоване населення становило 31 осіб. Основні галузі зайнятості: транспорт — 29,0 %, виробництво — 16,1 %, фінанси, страхування та нерухомість — 12,9 %, мистецтво, розваги та відпочинок — 12,9 %.